# راجر کی. فرس
راجر کی. فرس (انگلیسی: Roger K. Furse؛ ۱۱ سپتامبر ۱۹۰۳ – ۱۹ اوت ۱۹۷۲) طراح لباس و صحنه و کارگردان هنری اهل بریتانیا بود.
او بابت فیلم هملت برنده دو جایزهٔ جایزه اسکار بهترین طراحی صحنه و جایزه اسکار بهترین طراحی لباس شد.
وی یک‌بار نیز در سال ۱۹۶۱ میلادی، بابت طراحی صحنهٔ نمایش‌نامهٔ مشهور «دوئل فرشتگان» در برادوی، نامزد دریافت جایزه تونی شد.

## گزیدهٔ آثار
- آیوانهو (۱۹۵۲)
- هملت (۱۹۴۸)
- هنری پنجم (۱۹۴۴)